# Elektrownia jądrowa Fukushima Nr 2
Elektrownia jądrowa Fukushima Nr 2 (jap. (福島第二原子力発電所 Fukushima Dai-Ni Genshiryoku Hatsudensho) – japońska elektrownia atomowa. Znajduje się w miastach Naraha i Tomioka, powiecie Futaba, prefekturze Fukushima. Elektrownię wybudowano w latach 1982–1987 około 11,5 km na południe od siostrzanej elektrowni Fukushima I. Posiada cztery reaktory typu BWR. Właścicielem obu elektrowni jest Tokyo Electric Power Company (TEPCO).

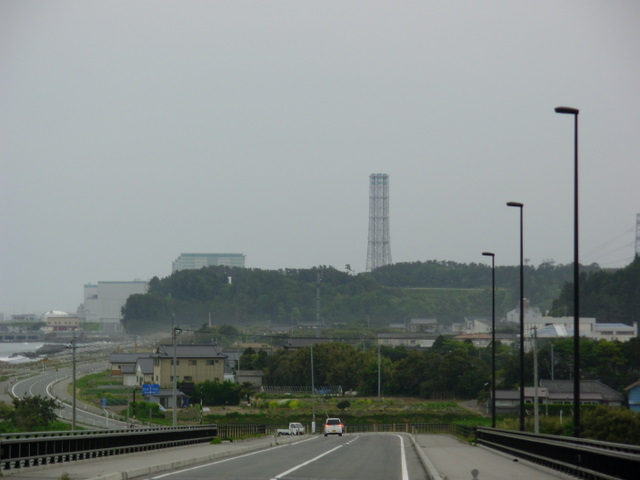
Elektrownia jądrowa Fukushima Nr 2

W 1989  roku doszło do awarii w reaktorze nr 3, który z tego powodu został wyłączony na 21 miesięcy.
Podczas rekordowo silnego trzęsienia ziemi u wybrzeży Honsiu w marcu 2011 roku reaktory elektrowni uległy samoczynnemu wyłączeniu awaryjnemu. W wyniku kataklizmu uszkodzeniu uległy systemy chłodzenia w reaktorach nr 1, 2 i 4. W ciągu kilku następnych dni ewakuowano pobliskich mieszkańców, początkowo w promieniu 3 km, a następnie 10 km od elektrowni. 15 marca 2011 roku podano, że cztery znajdujące się w elektrowni reaktory zostały trwale wyłączone.
18 marca 2011 o godz. 9:15 Międzynarodowa Agencja Energii Atomowej opublikowała komunikat, w którym ostatecznie ustalono poziom awarii poszczególnych reaktorów: awarie chłodzenia w reaktorach 1, 2 i 4 zostały zakwalifikowane jako incydenty 3. stopnia w siedmiostopniowej międzynarodowej skali INES. Jednocześnie poinformowano, że wszystkie reaktory elektrowni znajdują się w stanie "zimnego wyłączenia" (ang. cold shutdown condition).